# Steele (Dakota du Nord)
Pour les articles homonymes, voir Steele.
Ne pas confondre avec le comté situé dans le même État, le comté de Steele.
La ville de Steele est le siège du comté de Kidder, dans l’État du Dakota du Nord, aux États-Unis. Sa population s’élevait à 715 habitants lors du recensement de 2010, estimée à 711 habitants en 2019.

## Histoire
Steele a été fondée en 1880, elle est le siège du comté depuis 1881. Elle porte le nom de Wilbur F. Steele, qui a acheté en 1878 la parcelle de terrain sur lequel la localité a été bâtie. Steele espérait que la ville occuperait le capitole de l’État mais Bismarck l’a emporté. Le bâtiment construit pour abriter le capitole est de nos jours la cour de justice du comté.
Steele dispose d’un bureau de poste depuis 1880.

## Démographie
| 1890 | 1900 | 1910 | 1920 | 1930 | 1940 |
| ---- | ---- | ---- | ---- | ---- | ---- |
| 133  | 185  | 500  | 550  | 519  | 721  |

| 1950 | 1960 | 1970 | 1980 | 1990 | 2000 |
| ---- | ---- | ---- | ---- | ---- | ---- |
| 762  | 847  | 696  | 796  | 762  | 761  |

| 2010 | - | - | - | - | - |
| ---- | - | - | - | - | - |
| 715  | - | - | - | - | - |

## Climat
| Mois                              | jan. | fév. | mars | avril | mai  | juin | jui. | août | sep. | oct. | nov. | déc. | année |
| --------------------------------- | ---- | ---- | ---- | ----- | ---- | ---- | ---- | ---- | ---- | ---- | ---- | ---- | ----- |
| Température moyenne (°C)          | −6,1 | −3,3 | 3,4  | 13,3  | 19,7 | 24,2 | 28,1 | 27,9 | 21,8 | 13,8 | 3,5  | −4,4 | 11,9  |
| Température maximale moyenne (°C) | 13   | 18   | 27   | 35    | 43   | 43   | 49   | 41   | 41   | 35   | 24   | 19   | 49    |
| Précipitations (mm)               | 13   | 12   | 26   | 34    | 67   | 79   | 81   | 54   | 49   | 42   | 21   | 13   | 492   |
| dont neige (cm)                   | 18   | 15   | 18   | 11    | 25   | 0    | 0    | 0    | 25   | 38   | 11   | 17   | 9 655 |

| Diagramme climatique                                  |        |        |        |        |        |        |        |        |        |        |        |
| J                                                     | F      | M      | A      | M      | J      | J      | A      | S      | O      | N      | D      |
| 131013                                                | 181012 | 271026 | 351034 | 431067 | 431079 | 491081 | 411054 | 411049 | 351042 | 241021 | 191013 |
| Moyennes : • Temp. maxi et mini °C • Précipitation mm |        |        |        |        |        |        |        |        |        |        |        |

Selon la classification de Köppen, Steele a un climat continental humide, abrégé Dfb.
Steele détient le record de la température la plus élevée relevée dans l’État : 49,4 °C (121 °F), le 6 juillet 1936.

## Galerie photographique

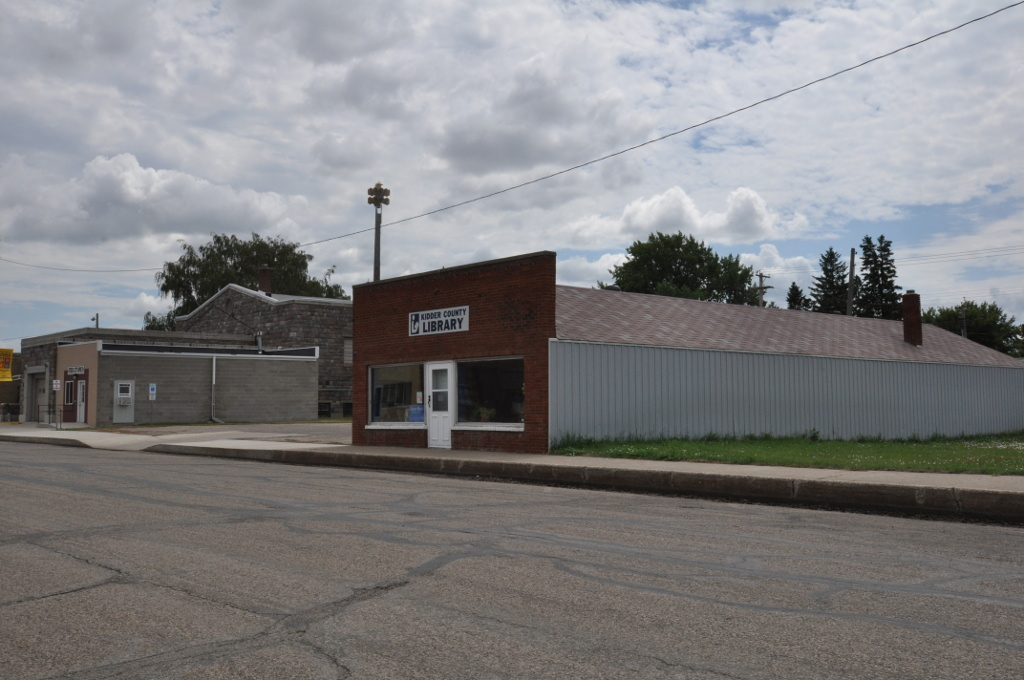
La bibliothèque du comté en 2017
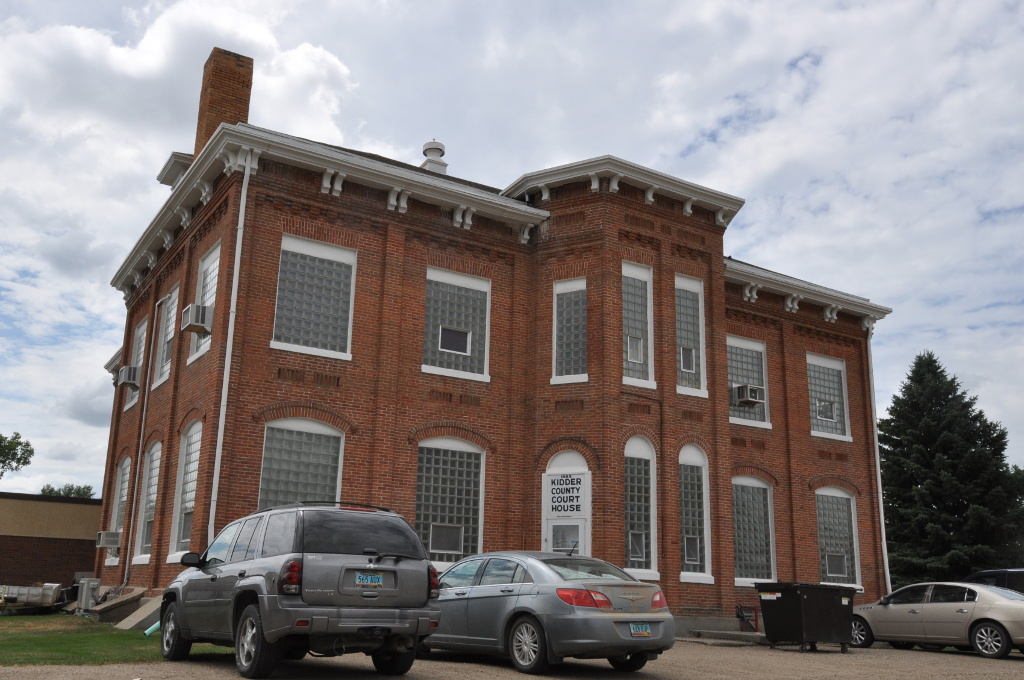
La cour de justice du comté en 2017
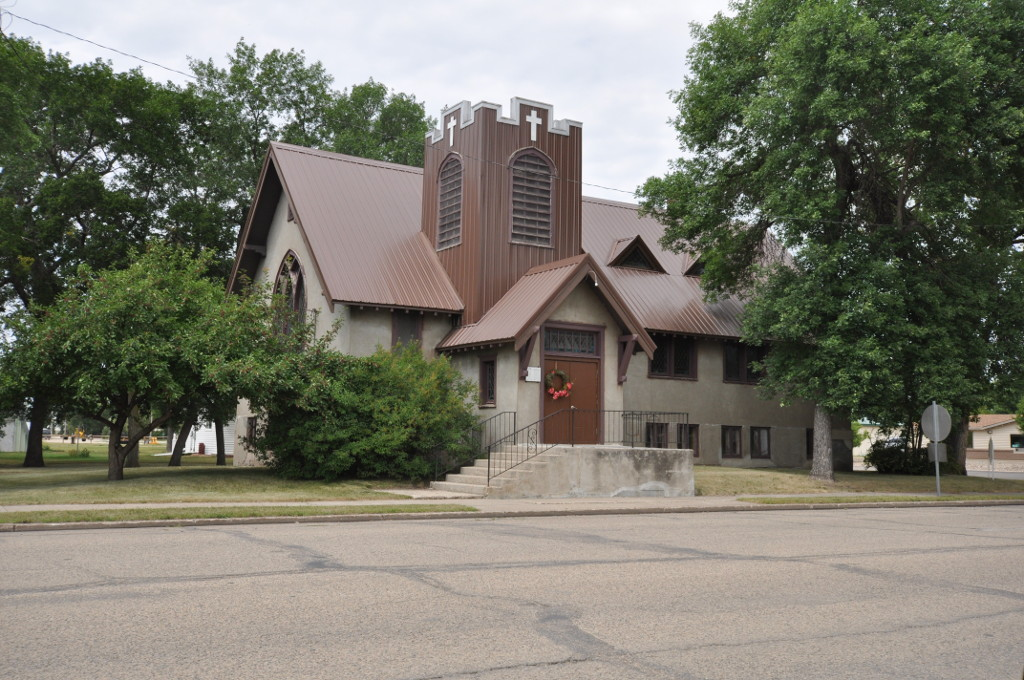
La première église presbytérienne en 2017